# Bride Flight
Pour plus de détails, voir Fiche technique et Distribution.
Bride Flight est un film néerlandais réalisé par Ben Sombogaart, sorti en 2008.
La scénariste Marieke van der Pol a écrit par après le roman Bruidsvlucht, paru avant la sortie du film. La chanson Miracle (en) est écrite et interprétée par Ilse DeLange.
Le film, qui s'étend sur la période allant de 1953 à 2008, mais pas par ordre chronologique, a été tourné aux Pays-Bas, au  Grand-Duché de Luxembourg et en Nouvelle-Zélande.

## Synopsis
En 1953, un avion de la KLM gagne la course The Last Great Air Race. Comme des dizaines de jeunes femmes sont à bord pour émigrer en Nouvelle-Zélande, rejoindre leur fiancé et s'y marier, le vol est rebaptisé Bride Flight.
Le film suit le destin de trois d'entre elles, Marjorie, Esther et Ada. Cette dernière est enceinte de trois mois d'un survivant de l'inondation de cette même année 1953 et qu'elle voulait consoler. Elle rejoint son mari, Derk. Frank, 25 ans, est aussi à bord.

## Fiche technique
- Titre : Bride Flight
- Réalisation : Ben Sombogaart
- Scénario : Marieke van der Pol
- Musique : Jeannot Sanavia
- Photographie : Piotr Kukla
- Montage : Herman P. Koerts
- Production : Hanneke Niens et Anton Smit
- Société de production : IDTV Film, Samsa Film, Nederlandse Christelijke Radio-Vereniging, New Holland Pictures et Philophon
- Pays :  Pays-Bas et  Luxembourg
- Genre : Drame et romance
- Durée : 130 minutes
- Dates de sortie : 
  -  Pays-Bas : 16 octobre 2008

## Distribution
- Waldemar Torenstra : Frank
- Anna Drijver : Esther
- Karina Smulders : Ada
- Elise Schaap : Marjorie
- Micha Hulshof : Derk
- Mattijn Hartemink : Hans
- Mykola Allen : Bobby
- Marc Klein Essink : Bob, plus âgé
- Rutger Hauer : Frank, plus âgé
- Willeke van Ammelrooy : Esther, plus âgée
- Pleuni Touw : Ada, plus âgée
- Petra Laseur : Marjorie, plus âgée
- Jacques Commandeur : Derk, plus âgé

## Distinctions
- 27 octobre 2008 : Gouden Film